# August Nielsen (politiker)
 For alternative betydninger, se August Nielsen. (Se også artikler, som begynder med August Nielsen)
August Carl Nikolai Nielsen (4. februar 1809 i København – 16. januar 1885 i Varde) var en dansk godsejer (i samtiden kaldt proprietær), branddirektør i Varde og politiker.
Han var søn af overskibskirurg Carl August Nielsen, lærte landvæsen i Sundeved og på Als 1824-32 og rejste dernæst et års tid i Tyskland og Ungarn. 1833 købte han for 24.800 rbd. hovedgården Endrupholm, men måtte lade den gå på tvangsauktion i 1862. Samme år blev han branddirektør for Ribe Amts vestre del og fra 1872 også for Fanø.
August Nielsen var tiendekommissær i Gørding, Malt og Anst Herreder 1843-54, medlem af Ribe Amtsråd 1848-62, landvæsenskommissær fra 1857 og formand for afløsning af jagtretten i Ribe Amt 1854-62. Han var desuden repræsentant i Nørrejydsk Kreditforening 1857-62 og i Landbygningernes alm. Brandforsikring 1856-62.
Ved det første landstingsvalg i 1849 blev han 29. december valgt til landstingsmand for 11. kreds. Han lod sig ikke opstille til valget 3. juni 1853, men søgte forgæves at blive valgt ved et suppleringsvalg senere i juni 1853 og ved det almindelige valg 1859.
Han var gift med Henriette Georgine Meyer (1813-1898) og far til historikeren Oluf Nielsen.